# Down to Earth (album de Nektar)
Pour les articles homonymes, voir Down to Earth.
Albums de Nektar
Remember the Future
(1973) Sunday Night at London Roundhouse
(1974)
Singles
1. Fidgety Queen
Sortie : 1974
2. Astral Man
Sortie : 1974

Down to Earth est le 5e album du groupe de rock progressif anglais Nektar. Il est paru en octobre 1974 sur le label Bacilius Records et a été produit par Peter Hauke et le groupe.

## Historique
Cet album fut enregistré entre le 22 mars et le premier avril 1974 en Angleterre dans les studios Chipping Norton Recording de Chipping Norton en Angleterre. Il s'articule autour du thème du cirque. Il est composé de titres plus courts que ces prédécesseurs, deux de ces titres Fidgety Queen et Astral Man feront l'objet d'une sortie en single.
Pour cet album, Nektar c'est adjoint les services de Robert Calvert, poète et parolier du groupe Hawkwind, pour faire la narration entre les titres, d'une section de cuivres et d'une chorale.
L'album entrera dans les charts américains, se classant à la 32e place du Billboard 200
Lors de sa remastérisation en 2005, l'album comprendra 7 titres bonus mais aucun inédit.

## Liste des titres
Tous les titres sont signés par le groupe (y compris Mick Brockett pour les paroles).
1. Astral Man - 3:13
2. Nelly the Elephant - 4:52
3. Early Morning Clown - 3:21
4. That's Life - 6:49
5. Fidgety Queen - 4:04
6. Oh Willy - 3:58
7. Little Boy - 3:01
8. Show Me the Way - 5:55
9. Finale - 1:34

Bonus tracks (Réédition 2005)
1. Astral Man - 3:00
2. Nelly the Elephant - 4:48
3. Early Morning Clown - 3:24
4. That's Life - 6:44
5. Oh Willy - 4:09
6. Show Me the Way - 5:58
7. Robert Calvert Outtakes - 2:08

## Membres du groupe
- Roye Albrighton : chant, guitares.
- Derek Mo Moore : basse, chœurs.
- Ron Howden : batterie, percussions.
- Alan Taff Freeman : claviers, chœurs.
- Mick Brockett : éclairages, effets visuels, projections.

Musiciens additionnels
- Robert Calvert : narrateur, maitre de cérémonie.
- P.P. Arnold et Kenneth Cole : chœurs.
- Phil Brown et Stephen Wick : tubas
- Butch Hudson et Ron Carthy : trompette.
- Steve Gregory : saxophone ténor.
- Chris Mercer : saxophones ténors et barytons.
- Chris Pyne : trombone.
- Chipping Norton Mandies : chorale.